# Medalla al Valor (Israel)
La Medalla al Valor (hebreu: עיטור הגבורה, transliterat: O't Ha'gvora) és la condecoració israeliana més alta. Va ser establerta el 1970 per la Knesset, i va ser creada de forma retrospectiva.
És atorgada pel Ministre de Defensa, sota recomanació del Cap d'Estat Major, per una acció d'heroisme suprem en combat davant l'enemic, amb risc de la pròpia vida.
Els receptors reben privilegis com reduccions d'impostos i invitacions a les cerimònies oficials d'estat. Són anomenats "Herois d'Israel", i tots els soldats, independentment del rang, els han de saludar.
Ha estat atorgada en 40 ocasions: 12 durant la Guerra de la Independència, 5 durant la Guerra del Sinaí, 12 durant la Guerra dels Sis Dies, 8 a la Guerra del Iom Kippur i 3 durant altres ocasions.
Es va atorgar per primera vegada el 26 d'abril de 1973, concedint-la 32 vegades; d'entre elles 12 pels posseïdors del títol d'Heroi d'Israel.

## Disseny
Una estrella de David, amb una espasa i una branca d'olivera al costat esquerre. El revers és pla.
Penja d'un galó groc (en memòria a l'estrella groga que els jueus havien de lluir durant l'Holocaust)
Els receptors de més d'una condecoració llueixen una estrella de David sobre el galó.